# مقاطعة جويبار (مازندران)
مقاطعة جويبار (بالفارسية: شهرستان جویبار) هي منطقة سكنية في إيران وتقع في مازندران يقدر عدد السكان في
مقاطعة جويبار، بـ 70,204 نسمة ومساحتها 285.50 كم2 .